# Callisto Cosulich
Callisto Cosulich (Trieste, 7 luglio 1922 – Roma, 6 giugno 2015) è stato un critico cinematografico italiano.

## Biografia
Iniziò a occuparsi di cinema durante la seconda guerra mondiale, al termine della quale iniziò a lavorare come critico cinematografico per il Giornale di Trieste. Nel 1950 fu nominato segretario generale della Federazione Italiana dei Circoli del Cinema (FICC). Fondò con Enrico Rossetti il primo cinema d'essai italiano, il cinema Quirinetta di Roma.
Fu per molti anni il critico ufficiale di Paese Sera e de Il Piccolo e collaboratore di numerosi e periodici tra cui ABC (dove nel 1960 prese il posto di Vasco Pratolini nella rubrica di cinema), Avvenimenti, Cinema, Cinema Nuovo, Bianco e Nero, Filmcritica. Fu membro della giuria di importanti festival cinematografici (Venezia, 1996, Berlino, 1987). Fu inoltre sceneggiatore (Flashback di Raffaele Andreassi, Terrore nello spazio di Mario Bava) e attore (Cuori senza frontiere di Luigi Zampa).
Ha raccontato la sua esperienza nella Regia Marina in un documentario diretto da Claudio Costa dal titolo Una lunga vacanza.

## Opere principali
- Hollywood Settanta: il nuovo volto del cinema americano, Firenze, Vallecchi, 1978
- I film di Alberto Lattuada, Roma, Gremese, 1985
- Il cinema secondo Cosulich: scritti di Callisto Cosulich sul Giornale di Trieste, 1948-1953, Gorizia, Transmedia, 2005